# Monica Caradonna
Monica Caradonna (Taranto, 28 settembre 1975) è una giornalista, blogger e conduttrice televisiva italiana che si occupa di enogastronomia.

## Biografia
Laureatasi in scienze ambientali all'Università degli Studi di Bari nel 2001, Caradonna inizia la propria carriera giornalistica come addetta stampa nel proprio comune di nascita (è portavoce della sindaca Rossana Di Bello), lavorando poi anche presso la Regione Puglia e a Roma. Divenuta collaboratrice per le rubriche enogastronomiche del Corriere del Mezzogiorno, acquisisce nel tempo rilevanza regionale in tale ambito.
Per un periodo è direttrice di un settimanale e si occupa della comunicazione di alcune aziende vitivinicole. Prende anche parte ad alcuni eventi dedicati al vino, tra cui figurano gli Oscar del Vino di Bibenda e Roséxpo – Salone Internazionale dei Vini Rosati a Lecce. Dal 2017 Caradonna è organizzatrice dell'Ego Festival, kermesse dedicata all'enogastronomia e alla ristorazione pugliese.
Caradonna debutta in televisione nel 2013 con l'emittente locale Studio 100. Da lì approda poi in Rai nel 2022, dove svolge il ruolo di inviata per la trasmissione estiva di Rai 1 Camper, presentata in quell'edizione da Tinto e Roberta Morise. Passa quindi a condurre altri programmi, quali Linea verde Discovery (con Federico Quaranta, Fabio Gallo	e Angela Rafanelli) e Linea verde Life (con Elisa Isoardi).

## Televisione
- Ufficio reclami (Studio 100, 2013)
- Camper (Rai 1, dal 2022)
- Linea verde Discovery (Rai 1, 2022-2023)
- Pizza Doc (Rai 2, 2023)
- Linea verde Life (poi Linea verde Italia; Rai 1, dal 2023)